# Bristol Sycamore

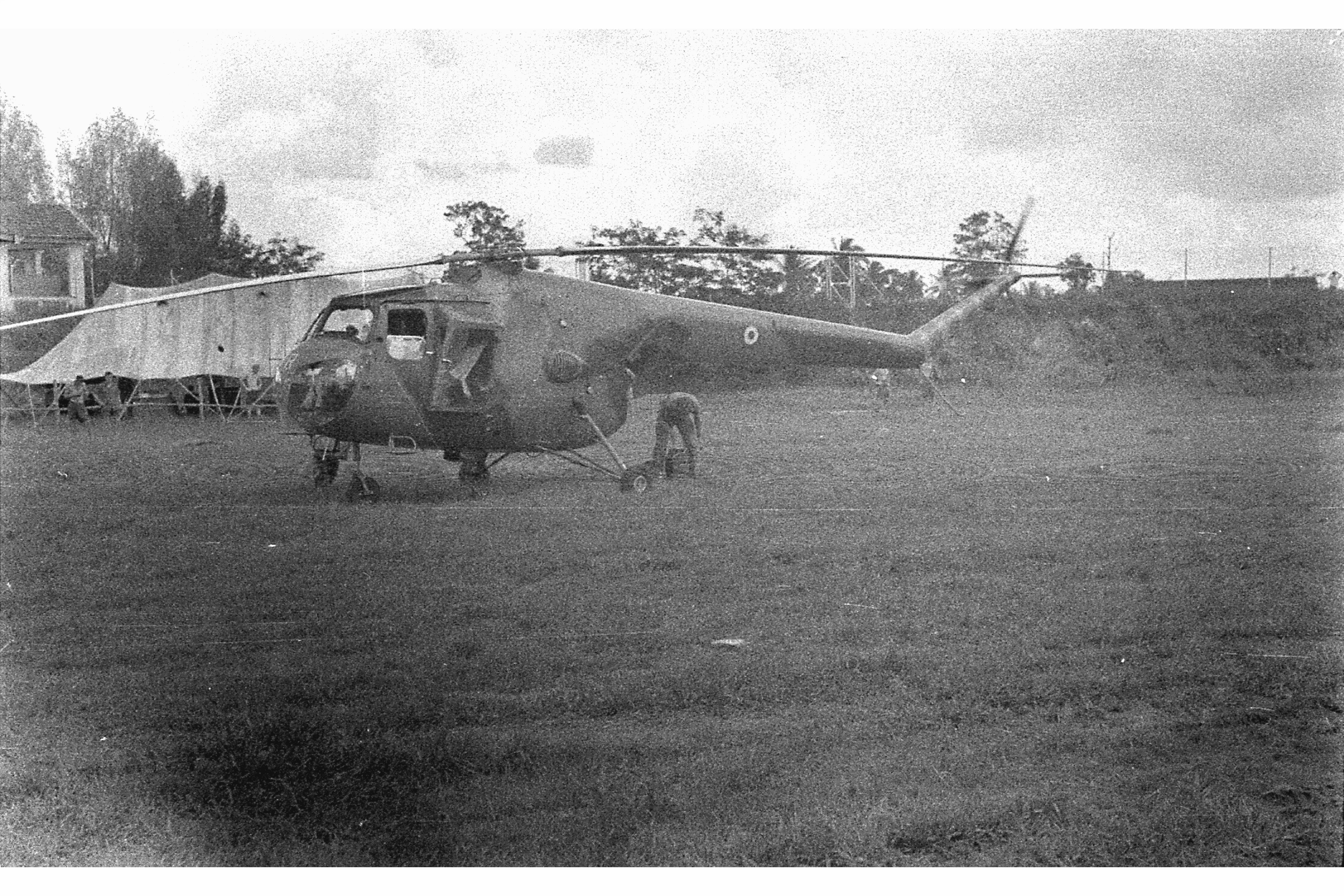
Bristol Sycamore.

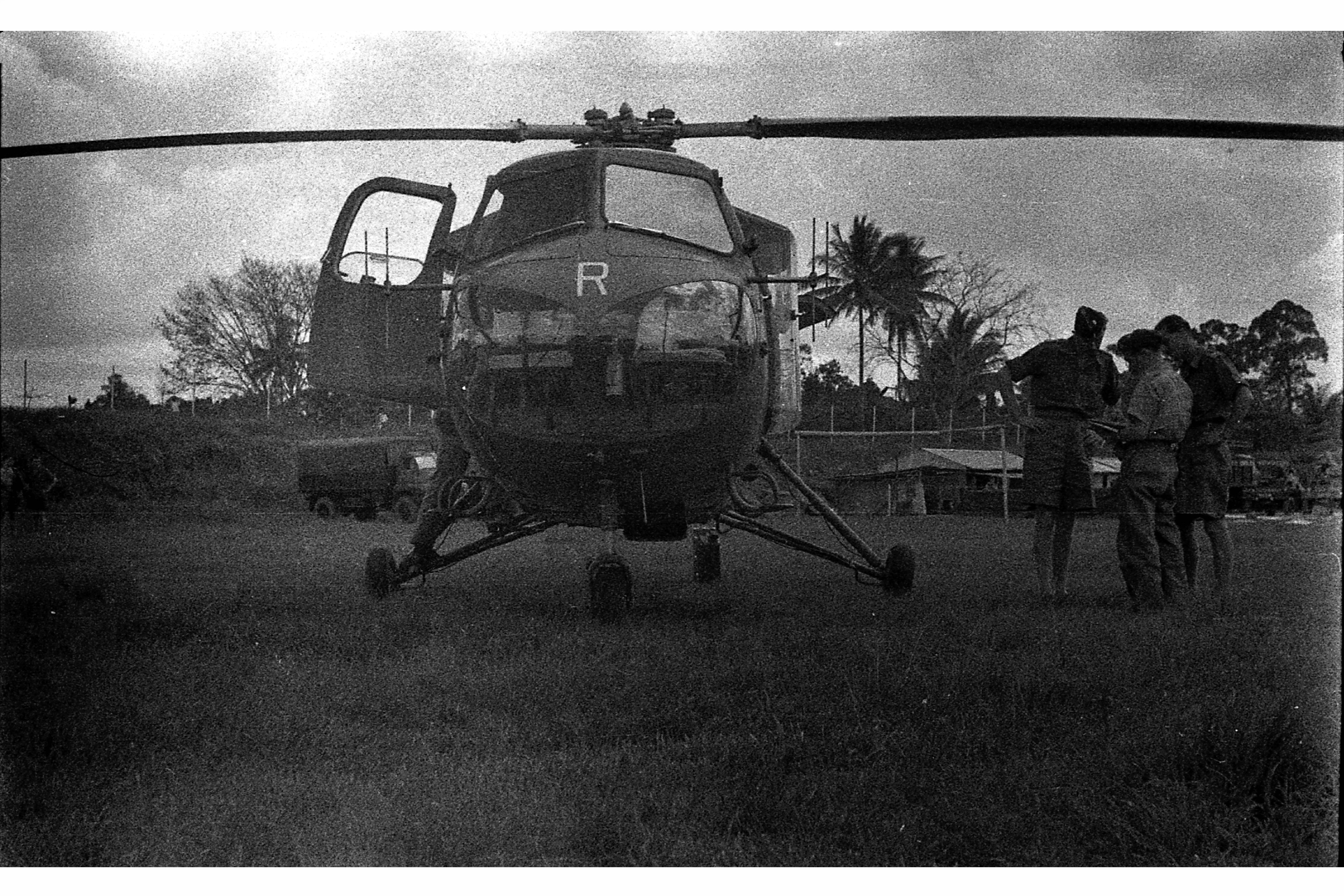
Bristol Sycamore (pohled zepředu).

Bristol Type 171 Sycamore byl první britský vrtulník, který byl zaveden do služby u britského letectva (Royal Air Force). Byl to pětimístný vrtulník klasické koncepce s jedním hlavním a jedním ocasním rotorem, vyrobila jej společnost Bristol Aeroplane Company. Sloužil jako záchranný a také jako protiponorkový stroj. Název Sycamore znamená v češtině „javor klen“, jehož semena s vrtulkou rotují, když se snášejí k zemi.

## Varianty

### Type 171
Mk 1
Prototyp, postaveny 2 ks.
Mk 2
Druhý prototyp, postaven 1 ks.
Mk 3
Sériová verze s 5 sedadly v rozšířeném trupu se zkrácenou přídí pro lepší viditelnost. Postaveno 15 ks.
Mk 3A
Civilní verze pro společnost British European Airways, postaveny 2 ks.
Mk 4
Hlavní sériová verze podobná vojenské verzi zvané Sycamore se silnějším motorem.

### Sycamore
Sycamore HC10
Sycamore HC11
Sycamore HR12
Sycamore HR13
Sycamore HR14
Sycamore Mk 14
3 ks postaveny pro belgické letectvo.
Sycamore Mk 50
3 ks postaveny pro Australské královské námořnictvo.
Sycamore HC51
7 ks postaveno pro Australské královské námořnictvo.
Sycamore Mk 52
50 ks postaveno pro německé letectvo a námořnictvo.

## Uživatelé

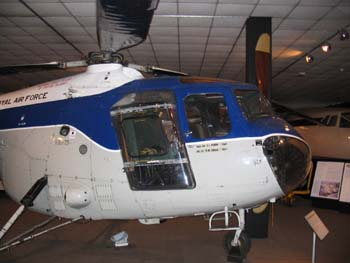
Bristol Sycamore.

### Vojenští uživatelé
Austrálie
- Royal Australian Air Force (RAAF)
- Royal Australian Navy

 Belgie
- Belgické letectvo

 Německo
- Luftwaffe
- Deutsche Marine

 Spojené království
- Royal Air Force (RAF)
- Army Air Corps

### Civilní uživatelé
Austrálie
- Australian National Airways/Ansett-ANA
- Jayrow Helicopters

 Spojené království
- British European Airways

## Specifikace (Mk.4 / HR14)

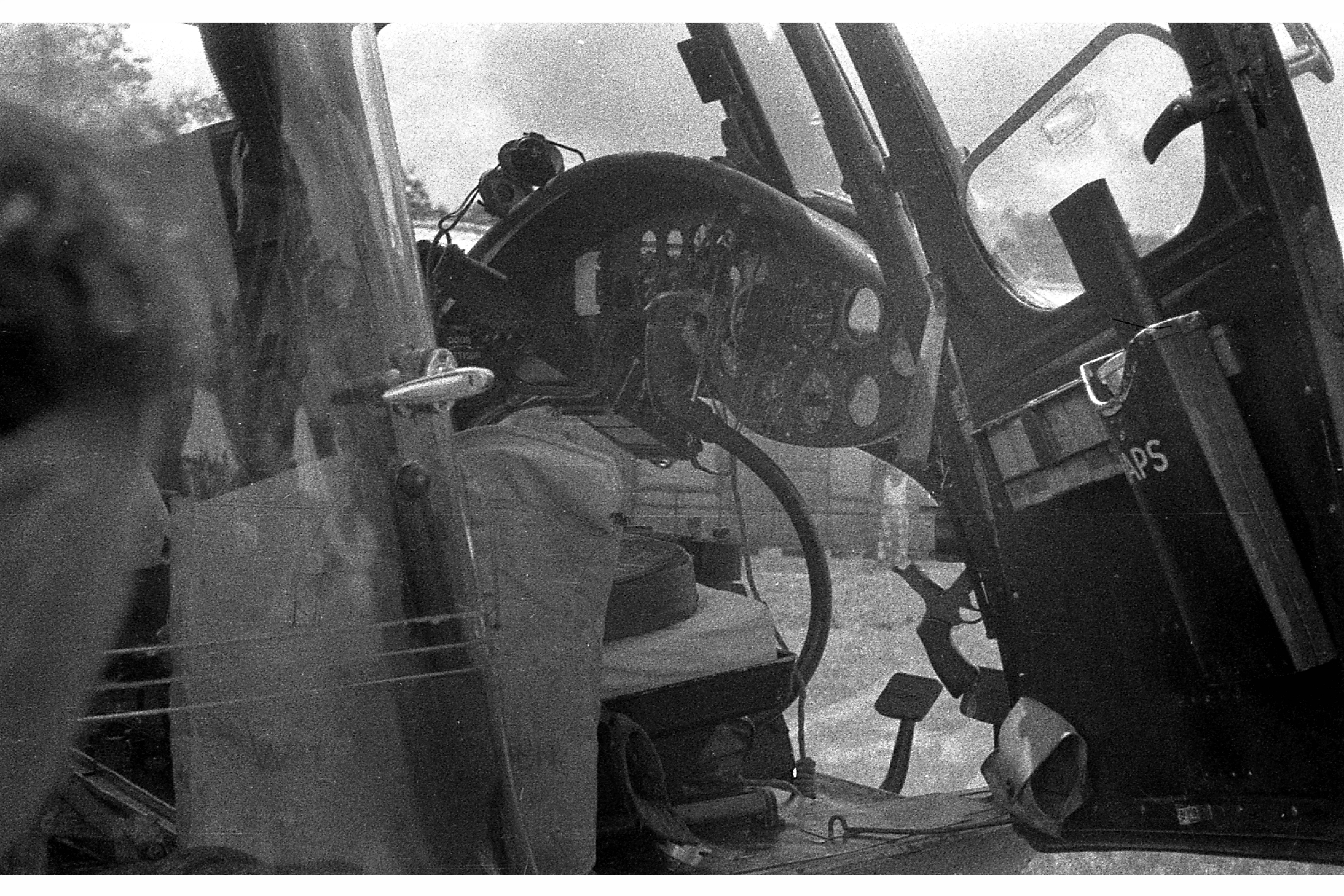
Kokpit vrtulníku Bristol Sycamore.

### Technické údaje
- Pohon: 1× hvězdicový motor Alvis Leonides o výkonu 410 kW
- Délka:[pozn. 1] 14,07 m
- Výška:[pozn. 2] 4,23 m
- Průměr nosného rotoru: 14,8 m
- Prázdná hmotnost:[pozn. 3] 1 728 kg
- Vzletová hmotnost: 2 540 kg
- Posádka: 2
- Kapacita: 3 pasažéři nebo 454 kg nákladu

## Galerie

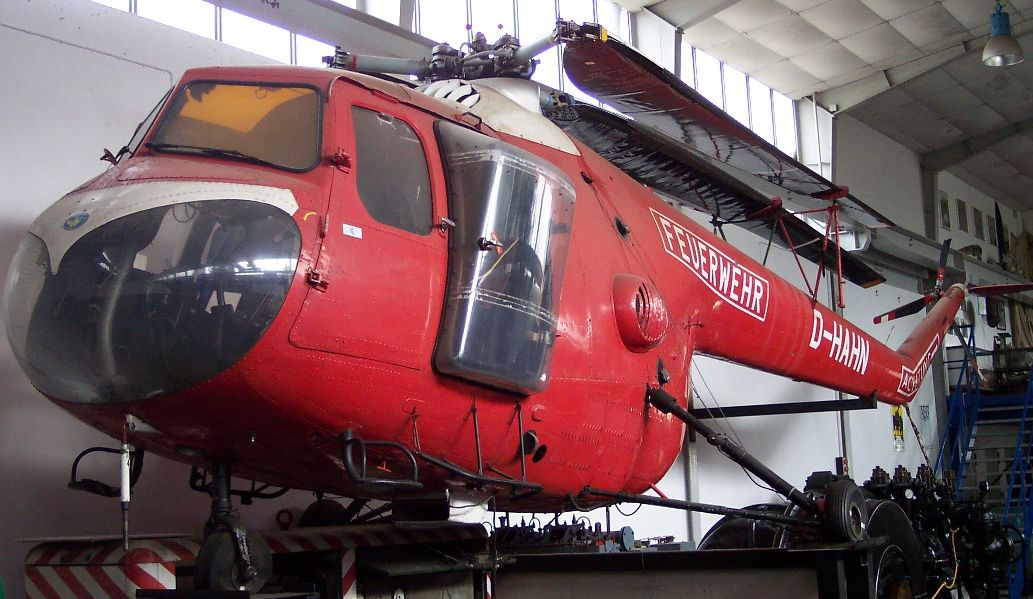
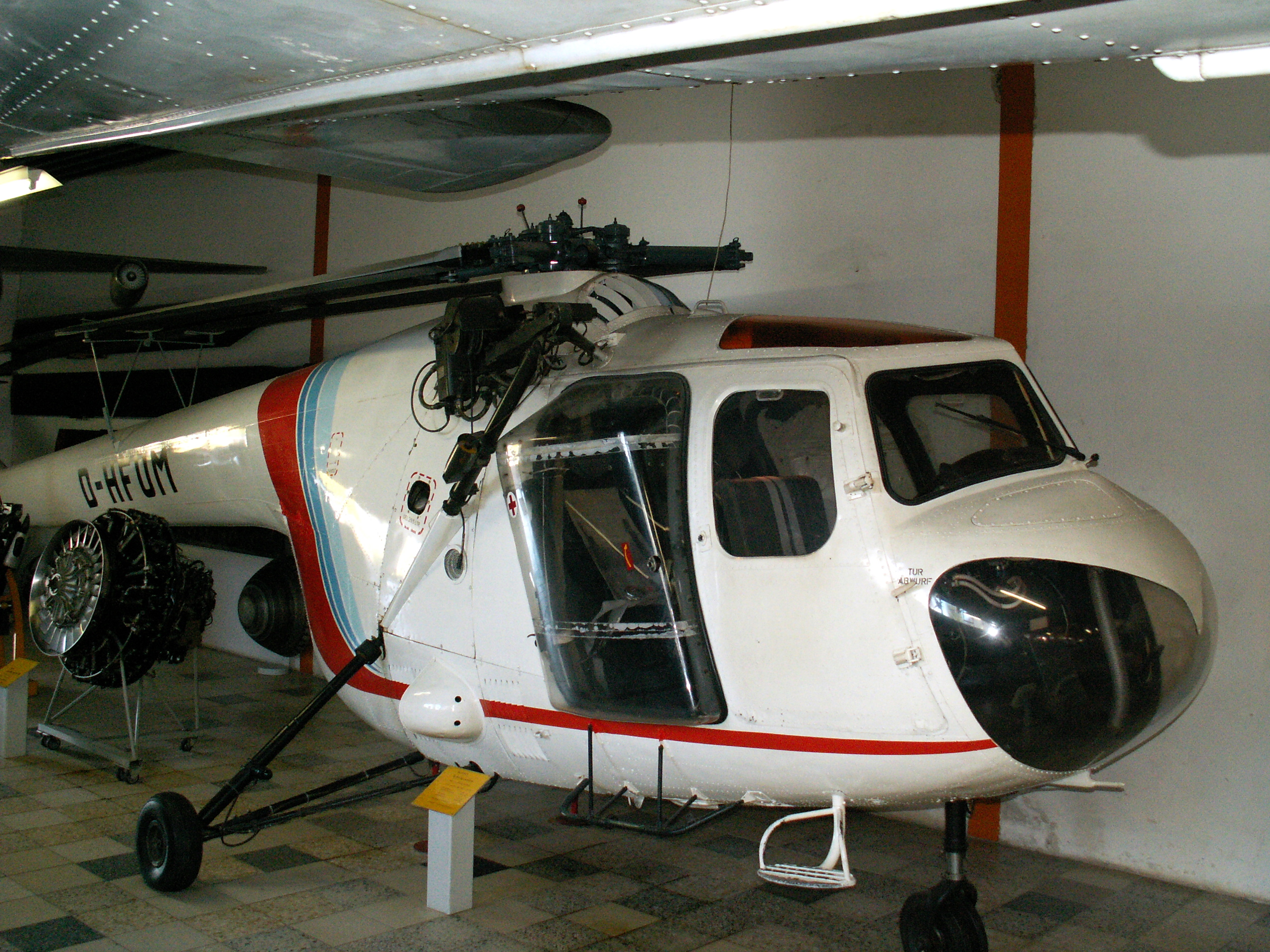
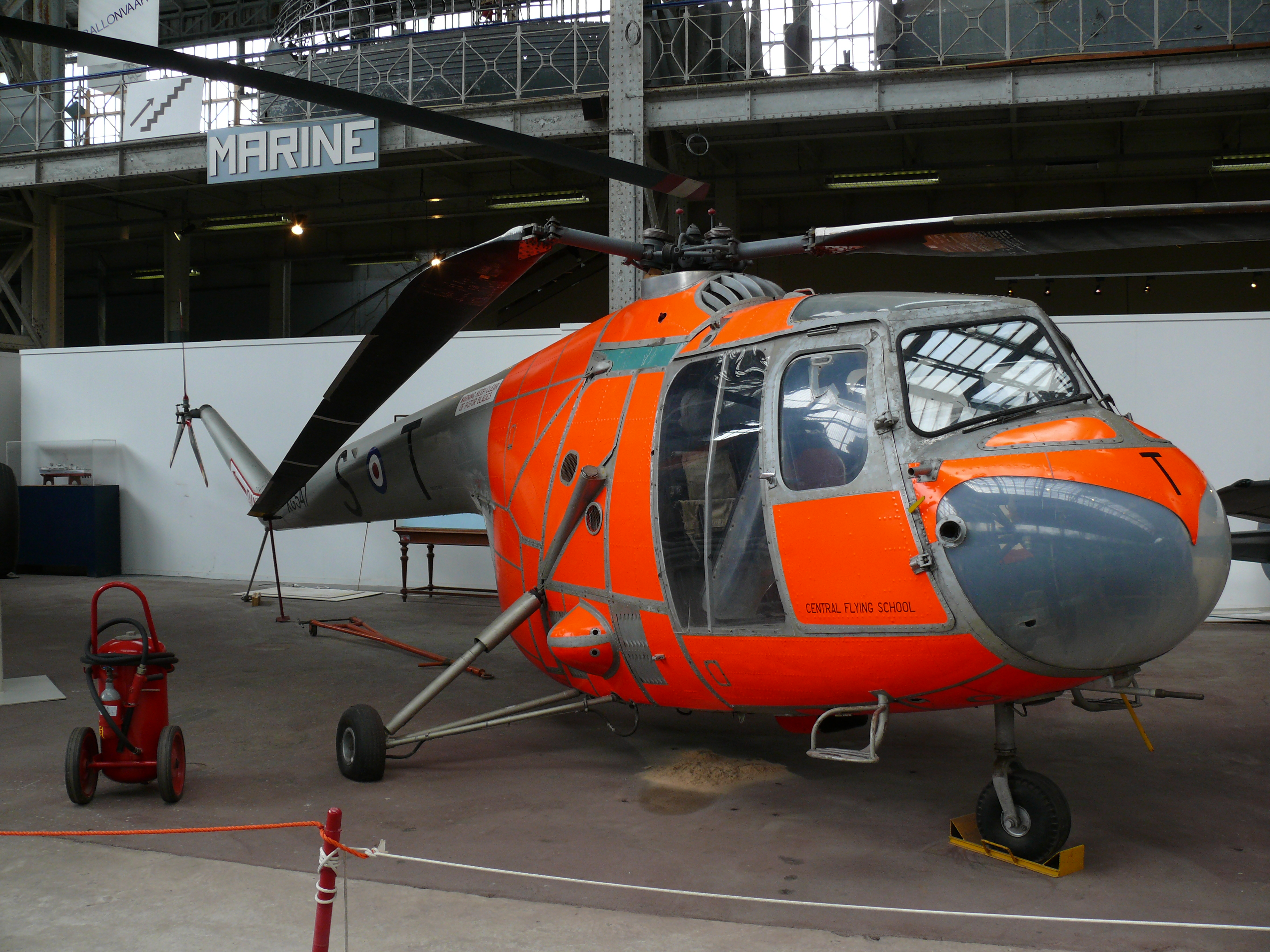
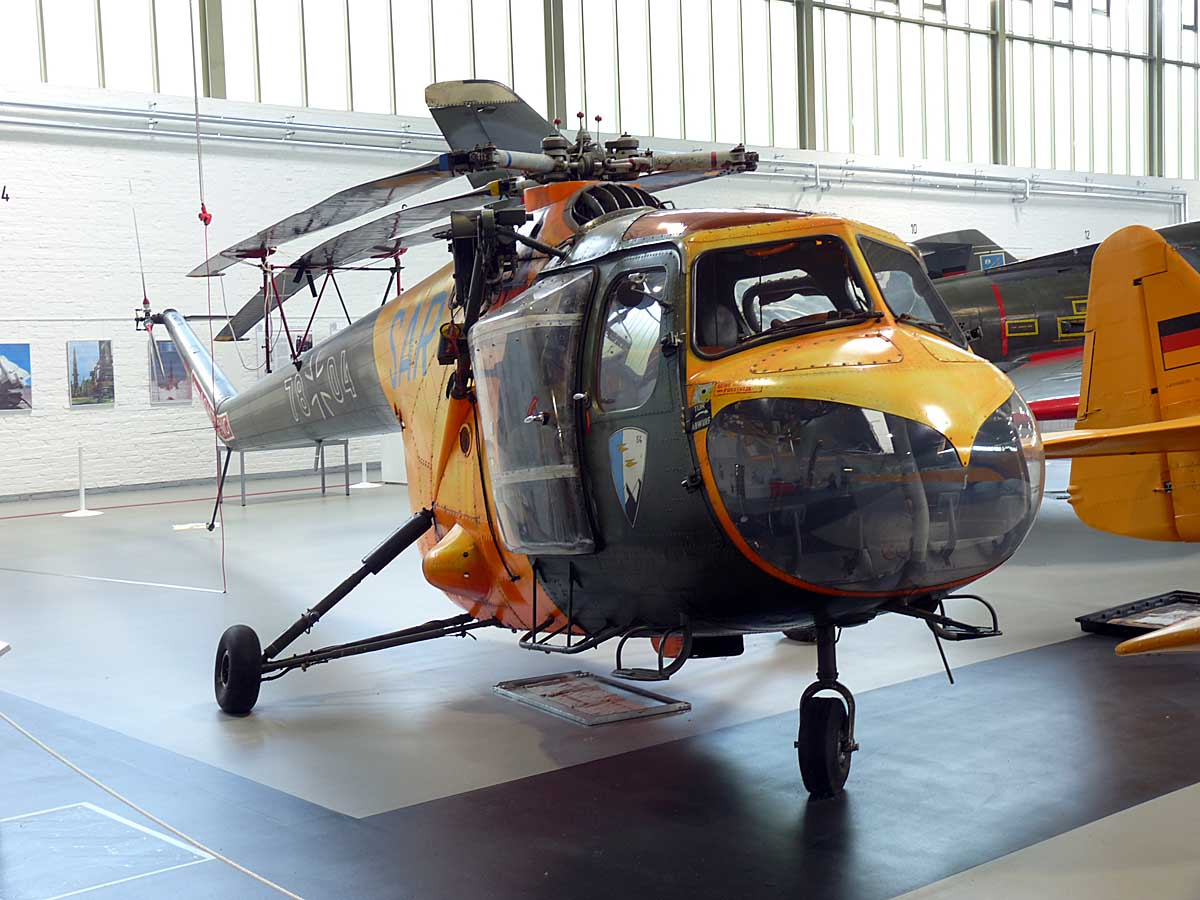

### Výkony
- Maximální rychlost: 212 km/h
- Cestovní rychlost: 169 km/h
- Dolet: 530 km